# Чеверда Віктор Михайлович
Ві́ктор Миха́йлович Чеверда́ (* 1960) — український ортопед-травматолог; заслужений лікар України.

## З життєпису
Народився 1960 року в місті Харків. Закінчив 1983 року ХНМУ; працював стажером-дослідником на кафедрі ортопедії-травматології воєнно-польової хірургії на базі Харківської міської клінічної лікарні швидкої та невідкладної допомоги імені професора Мещанінова.
1990 року пройшов перекваліфікацію на дитячого ортопеда-травматолога, очолив Харківський міський центр дитячої ортопедії та травматології на базі 17-ї міської клінічної багатопрофільної лікарні.
1995 року за відкриття міського центру дитячої травматології присвоєно почесне звання «Заслужений лікар України». З 2003 року — доцент.
Пройшов навчання та отримав сертифікат з клініки, діагностики, профілактики грипу та гострих респіраторних вірусних інфекцій, організації та проведення профілактичних, протиепідемічних заходів, профілактичних щеплень проти грипу.
Серед робіт — «Роль маркерів пошкодження ендотелію в прогнозуванні гострого післяопераційного панкреатиту після прямих втручань на підшлунковій залозі з переважним ураженням її головки»; 2019, співавтори Тесленко Сергій Миколайович, Тесленко Микола Миколайович, Криворучко Ігор Андрійович.
Автор винаходів:
- «Спосіб пластики ахіллового сухожилля при застарілих розривах», 1983;
- «Спосіб лікування звичного вивиху плеча», 1984;
- «Спосіб визначення тяжкості та поширення екземи у дітей», 2003;
- «Спосіб визначення якості життя дітей з екземою», 2003;
- «Спосіб визначення якості життя дітей з алергічним ринокон'юнктивітом», 2003;
- «Спосіб визначення тяжкості та частоти алергічного ринокон'юнктивіту у дітей», 2003.

Почесний громадянин Харківського району та міста Мерефи.